# Públio Pórcio Leca
Públio Pórcio Leca (em latim: Publius Porcius Laeca) foi um magistrado romano da gente Pórcia eleito tribuno da plebe em 199 a.C..

## Carreira
Leca ficou conhecido por impedir que Lúcio Mânlio Acidino entrasse em Roma para celebrar uma ovação que lhe fora conferida pelo Senado Romano. Como tribuno, foi o proponente da Lex Porcia I.
Em 196 a.C., foi um dos triúnviros epulões. No ano seguinte, foi nomeado pretor em Pisa com a missão de lutar contra os rebeldes lígures.